# Печатка Нью-Йорку

Печатка штату Нью-Йорк

Велика печатка штату Нью-Йорк (англ. Great Seal of the State of New York) — один з державних символів штату штату Нью-Йорк, США.

## Історія печатки

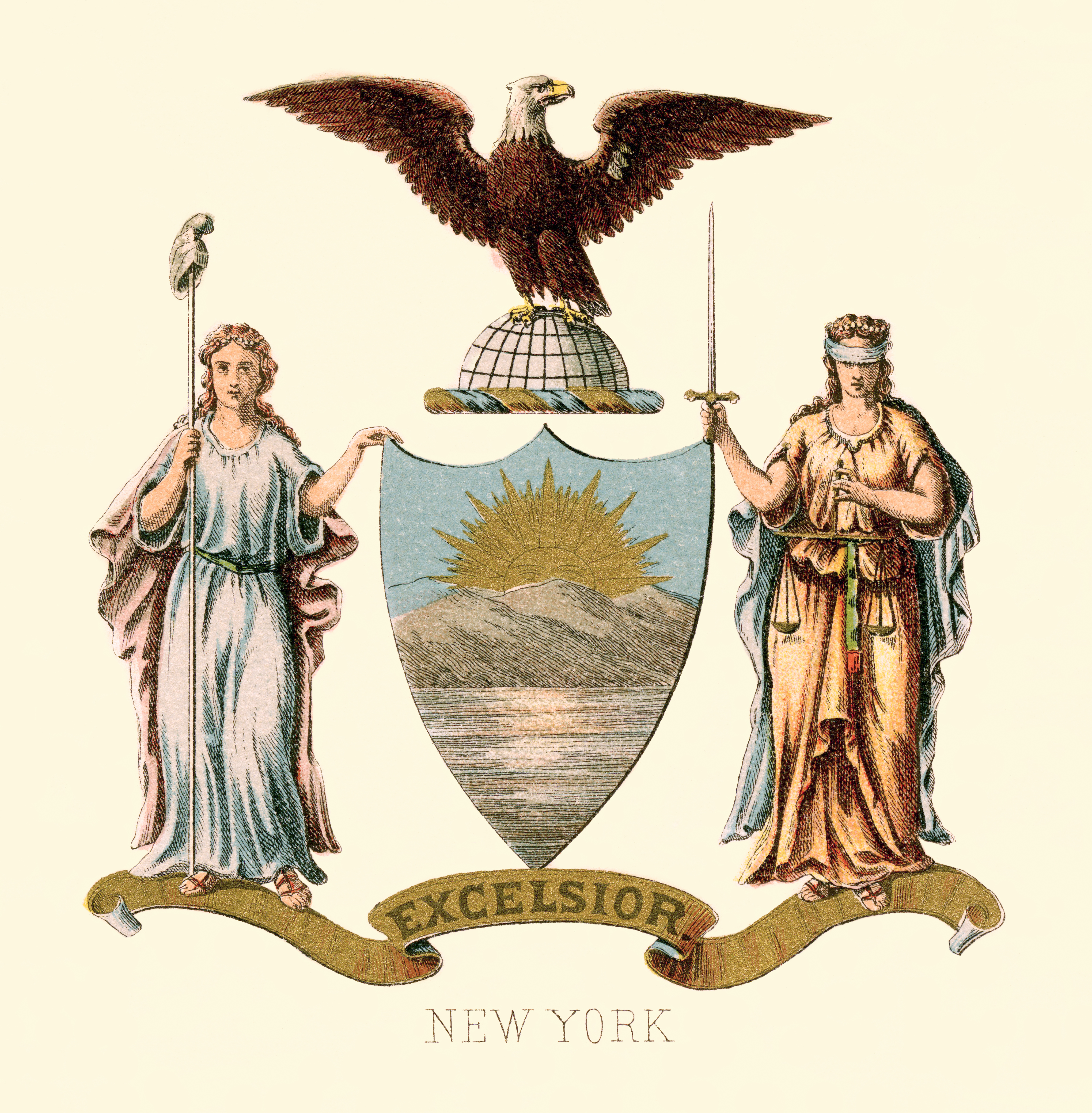
Перша версія герба Нью-Йорку

Перший зразок печатки було затверджено 15 квітня 1777 року для використання «в усіх випадках, в яких королівська печатка використовувалася в колоніальні часи». На ній було зображено сонце, що сходить, девіз штату і напис «Печатка штату Нью-Йорк». На реверсі зображення скелі в океані з підписом «Даремно» (лат. Frustra).
Формально печатку було введено в обіг розділом 112 законів 1778 року і змінено в 1798 і 1809 роках. Очевидно, в ході використання вигляд печатки був не завжди однаковим, що призвело до необхідності створення в 1880 році комісії для «точного опису герба, затвердженого в 1778 році». Рішення комісії було доведено до законодавців штату в 1881 році і містило «опис герба, достатнього для точного його зображення», який ліг в основу четвертої версії печатки штату, уведеної розділом 190 законів штату 1881 року.

## Дизайн
Печатка являє собою синє коло з розміщеним на ньому гербом штату й написом "Велика печатка штату Нью-Йорк".

### Опис герба
На гербі зображено фігури Свободи (ліворуч) і Юстиції (праворуч), що тримають геральдичний щит. Над ним розпростер крила символ США — білоголовий орлан, який сидить на земній кулі. У полі щита зображено вітрильний корабель і невеликий шлюп, що пливуть по річці Гудзон на тлі гірських пейзажів, лугів і сонця на сході. Вони символізують внутрішню й зовнішню торгівлю штату. Фігура Свободи топче лівою ногою корону, позначаючи незалежність штату від своєї колишньої метрополії (Великої Британії). Юстиція має традиційну пов'язку на очах, меч у правій руці і терези в лівій, що вказує на її незалежність і справедливість. Під щитом розташовано девіз штату — Excelcior (лат. Вище й вище).